# صالح شهاب
صالح جاسم الشهاب، من مواليد 1924، توفي في 25 يوليو 1985 ، عمل في وزارة الإعلام الكويتية.
تلقى تعليمه في مدرسة عبد الله عبد اللطيف العثمان، وفي 1937 انتقل إلى المدرسة المباركية، ثم رشح في 1940 في بعثة طلابية للدراسة في الكلية الصناعية في البحرين، وفي 1942 انضم إلى مدرسة الشرقية ثم المدرسة القبلية ثم المدرسة المباركية.
قام بتدريس الأناشيد المدرسية والوطنية واللغة الإنجليزية والتربية البدنية، وبعد ذلك عين مديرا لمدرسة الرشيد في الدسمة، ثم عين رئيسا لقسم السياحة في وزارة الإعلام، وقد كان مهتم في الشؤون الرياضية، فساهم في تأسيس نادي العربي الكويتي وقد كان عضو اللجنة الأولمبية الكويتية والإتحاد الكويتي لكرة القدم.
تم تسمية المدرسة الثانوية للبنين في منطقة مشرف باسمه.